# Залесье (Горянский сельсовет)
Залесье (бел. Зале́ссе) — деревня в Полоцком районе Витебской области Белоруссии. В составе Горянского сельсовета.

## География
Деревня расположена в 35 км на восток от Полоцка и в 77 км на северо-запад от Витебска. Расположена около границы Полоцкого и Шумилинского районов Витебской области. В трёх километрах от деревни расположена станция Глушанино.
К северо-востоку от деревни расположен ландшафтный заказник «Козьянский».

### Гидрография
На территории деревни протекает река Дивать, впадающая в Западную Двину.

## Транспорт

### Автомобильный транспорт
Через Залесье проходит трасса Р20 (Полоцк — Витебск).
Имеет автобусное сообщение с Полоцком.

### Железнодорожный транспорт
Глушанино — железнодорожная станция с направлениями на Полоцк, Витебск. Находится в 3 километрах от деревни.

## История
В период с 1941—1944 годов на территории деревни велись ожесточённые бои. По рассказам старожил немцы хотели сделать на территории деревни немецкое кладбище. В лесу рядом с деревней в 1941—1944 годах также велись бои против немцев. В 1942—1943 году около деревни упал самолёт с советским лётчиком, который долго считался неизвестным солдатом. После войны его распознали и нашли родных.
В деревне насчитывали около 200 дворов. В настоящее время их осталось около 25.
До 1990-х годов в деревне Залесье действовала школа. В 1990-х годах её закрыли, всех учеников перевели в Горянскую среднюю школу. Школа преобразована в жилой дом.

## Население
| Годы | Население |
| ---- | --------- |
| 1905 | 210       |
| 1970 | 70        |
| 1980 | 65        |
| 1990 | 60        |
| 2000 | 48        |
| 2009 | 54        |
| 2010 | 33        |
| 2015 | 18        |
| 2016 | 20        |
| 2019 | 27        |
| 2021 | 10        |

## Достопримечательность
- Памятный знак на месте усадьбы Бронислава Игнатовича Эпимах-Шипило

Залесье тесно связано с жизнью и деятельностью Бронислава Игнатовича Эпимах-Шипило — белорусского литературоведа, фольклориста, педагога и издателя. Он родился в 1859 году в поместье Судиловичи (сейчас деревня Будьковщина Полоцкого района) в белорусской шляхетской семье. Вскоре вместе с семьей перебрался в Залесье.

### Утраченное наследство
- Усадьба Бронислава Игнатовича Эпимах-Шипило